# Quelidó
Quelidó (llatí: Chelidon) fou l'amant de Gai Verres, i segons Ciceró la que va prendre les decisions durant la seva pretoria (74 aC). Va morir dos anys després (72 aC), quan Verres era a Sicília, i el va deixar a ell com a hereu.